# پرکینز اند ویل
پرکینز اند ویل (به انگلیسی: Perkins and Will) از شرکت‌های بزرگ معماری ایالات متحده آمریکا است.
این شرکت از سال ۱۹۸۶ توسط شرکت لبنانی دار الهندسه مستقر در بیروت خریداری شده است . 
این شرکت که در شیکاگو مرکزیت دارد، در سال ۱۹۳۵ توسط لری پرکینز و فیلیپ ویل جونیور تأسیس گردید و در ۴۳ کشور (از جمله ایران در زمان پهلوی) پروژه‌هایی را به اتمام رسانیده است. این شرکت تا کنون جوایزی را نیز دریافت نموده است.
ایون سنتر از بناهای مرتفع این شرکت است.

## نگارخانه برخی آثار

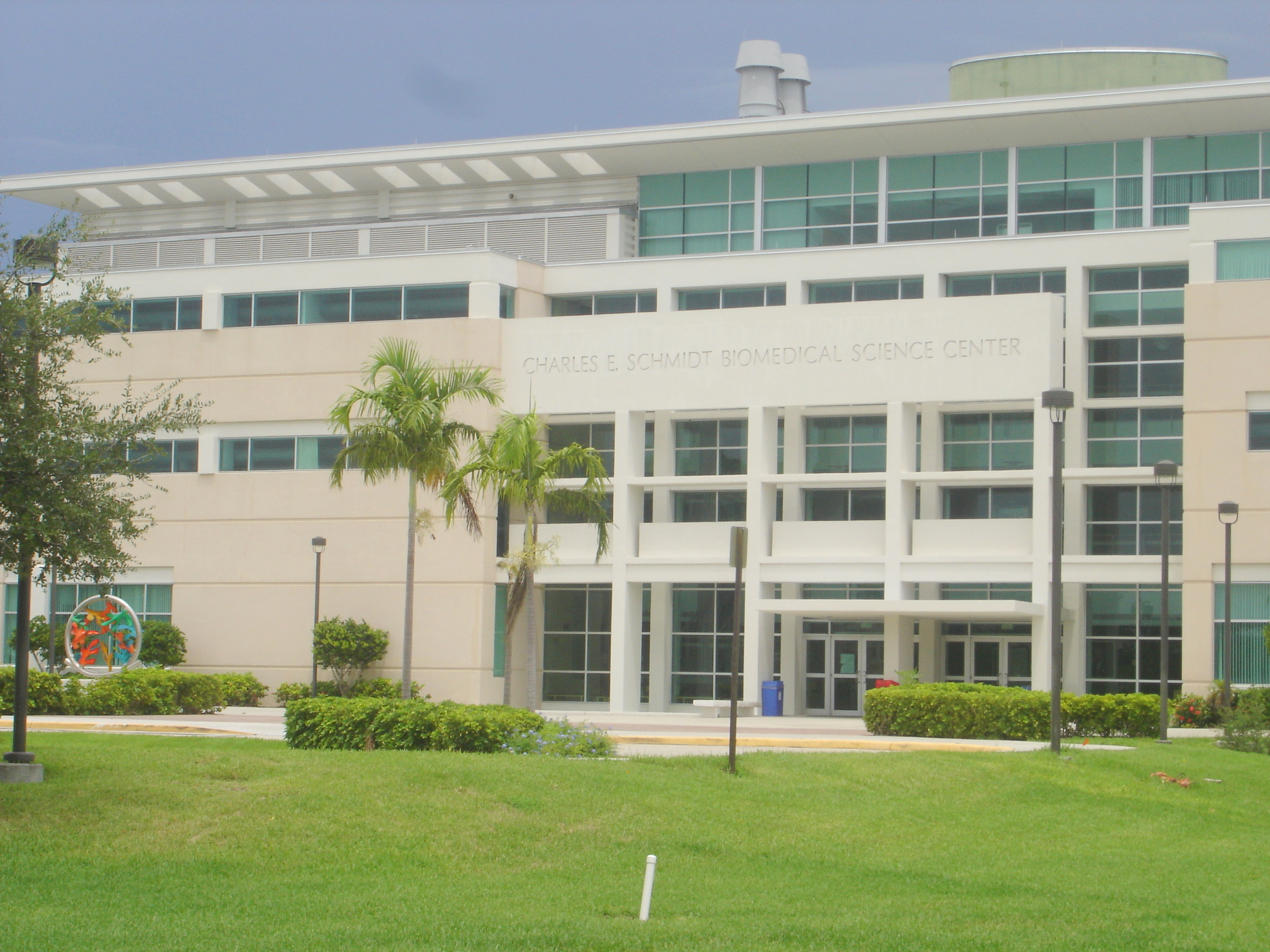
مرکز علوم زیست-پزشکی چارلز اشمیت دانشگاه فلوریدا آتلانتیک
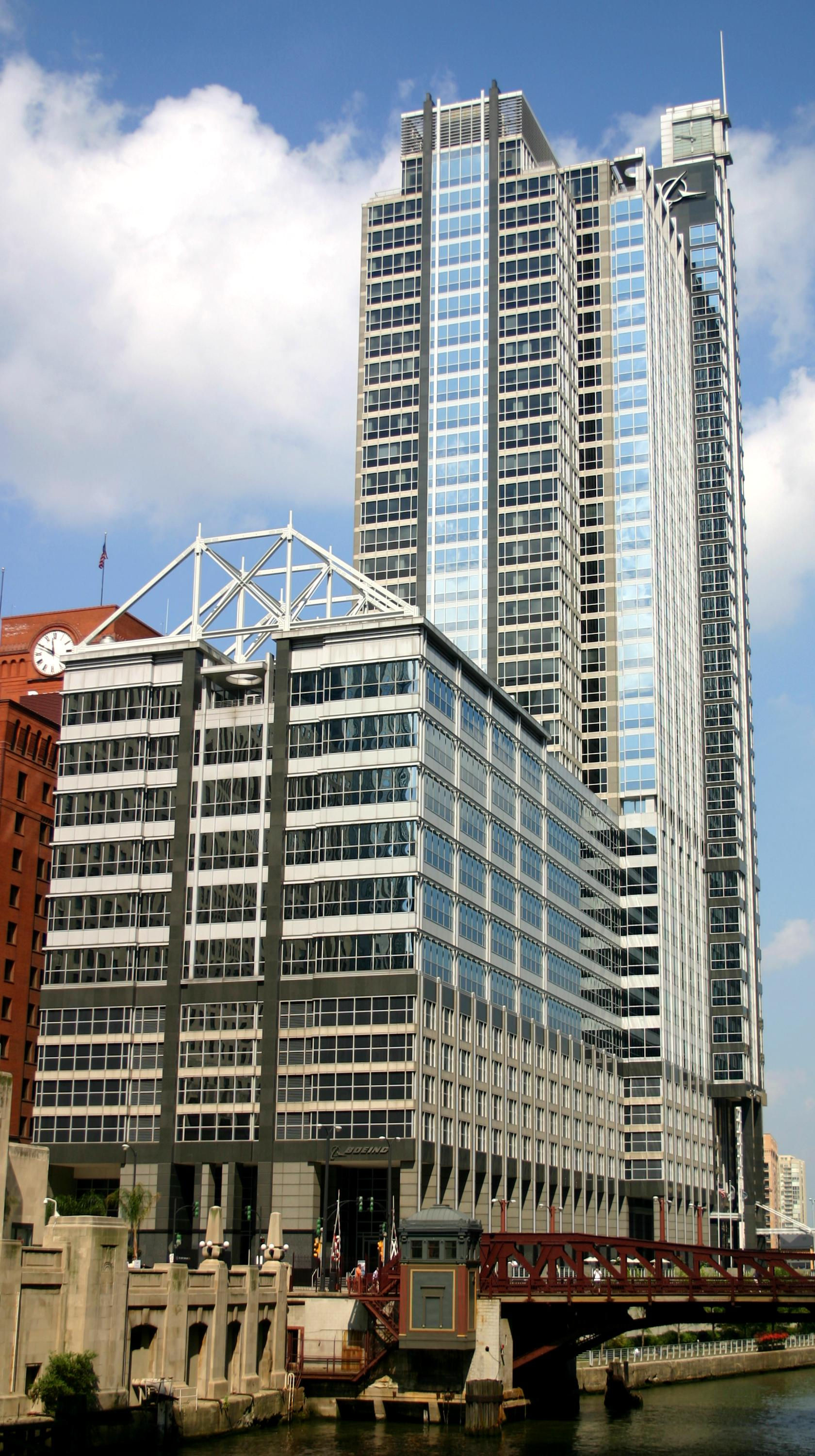
مرکز بین‌المللی شرکت بوئینگ
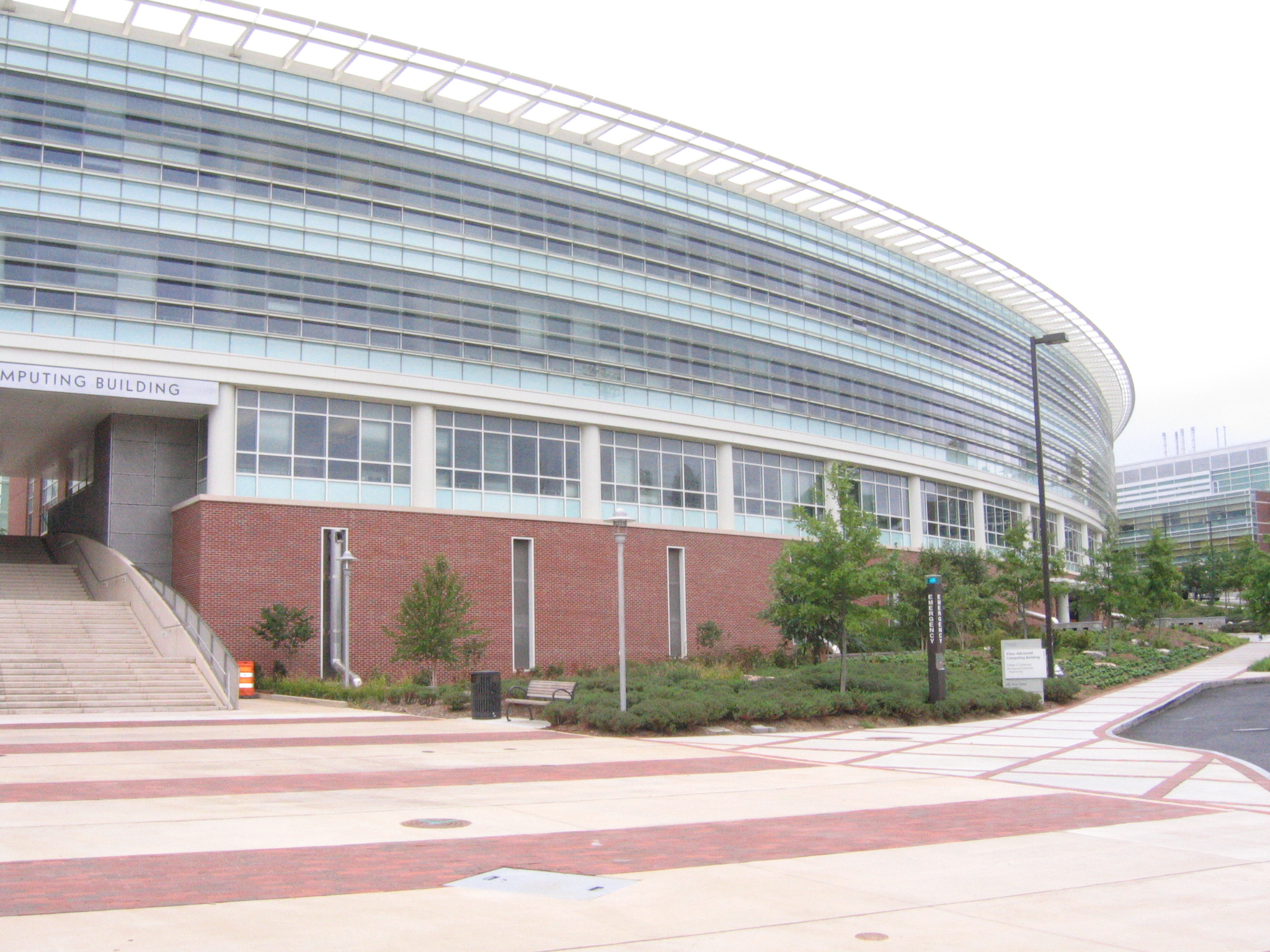
مرکز محاسبات پیشرفته دانشگاه جرجیا تک